# Königstein (Saksen)
Königstein is een gemeente en stad in de Duitse deelstaat Saksen, en maakt deel uit van de Landkreis Sächsische Schweiz-Osterzgebirge. Königstein ligt aan de Elbe en telt 2.104 inwoners
Het stadje wordt bezocht door duizenden toeristen vanwege de mooie ligging en de Vesting Königstein op de top van een berg. Het is met een half uur te bereiken met de S-Bahn vanuit Dresden.

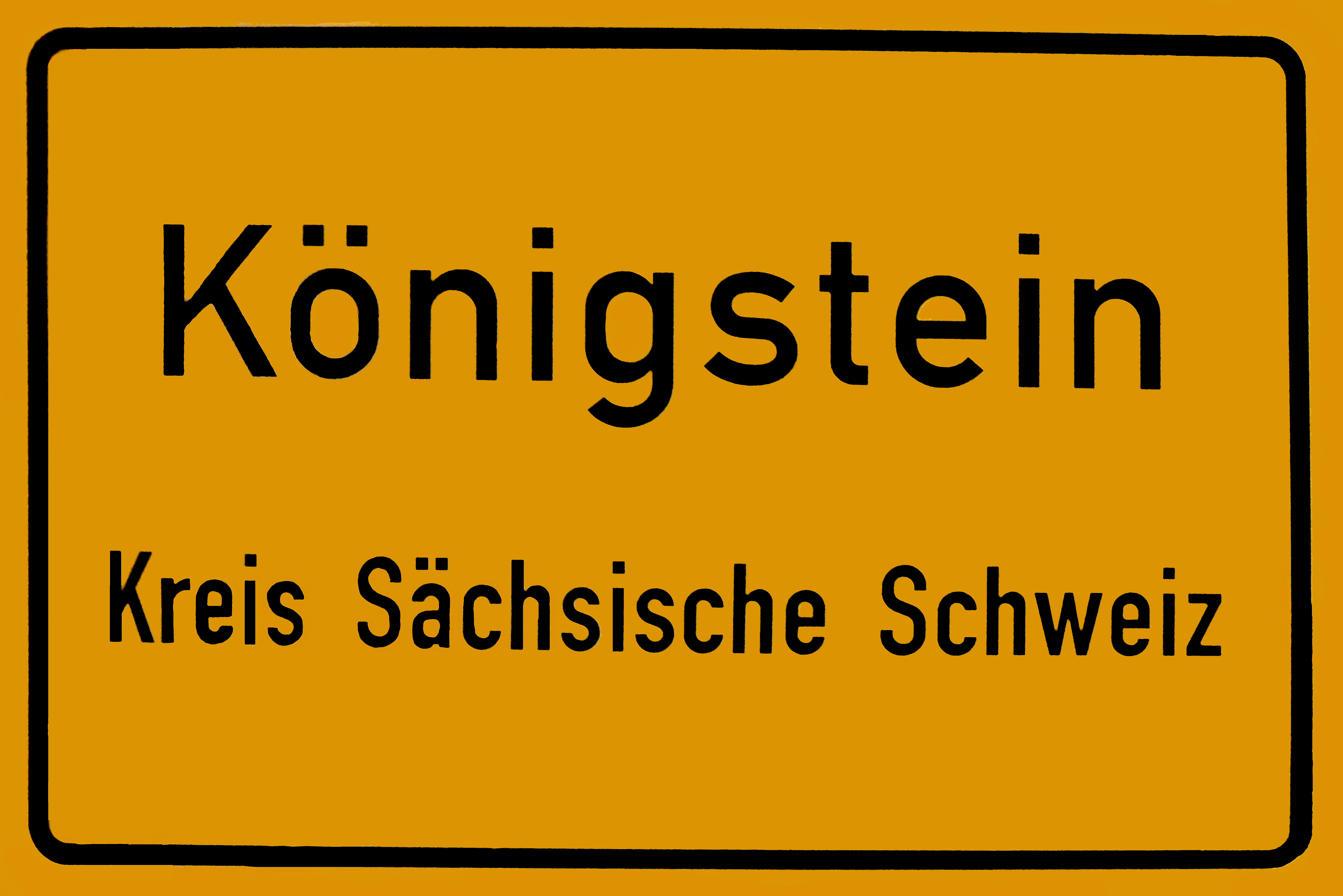
Verkeersbord van Königstein in Saksisch Zwitserland
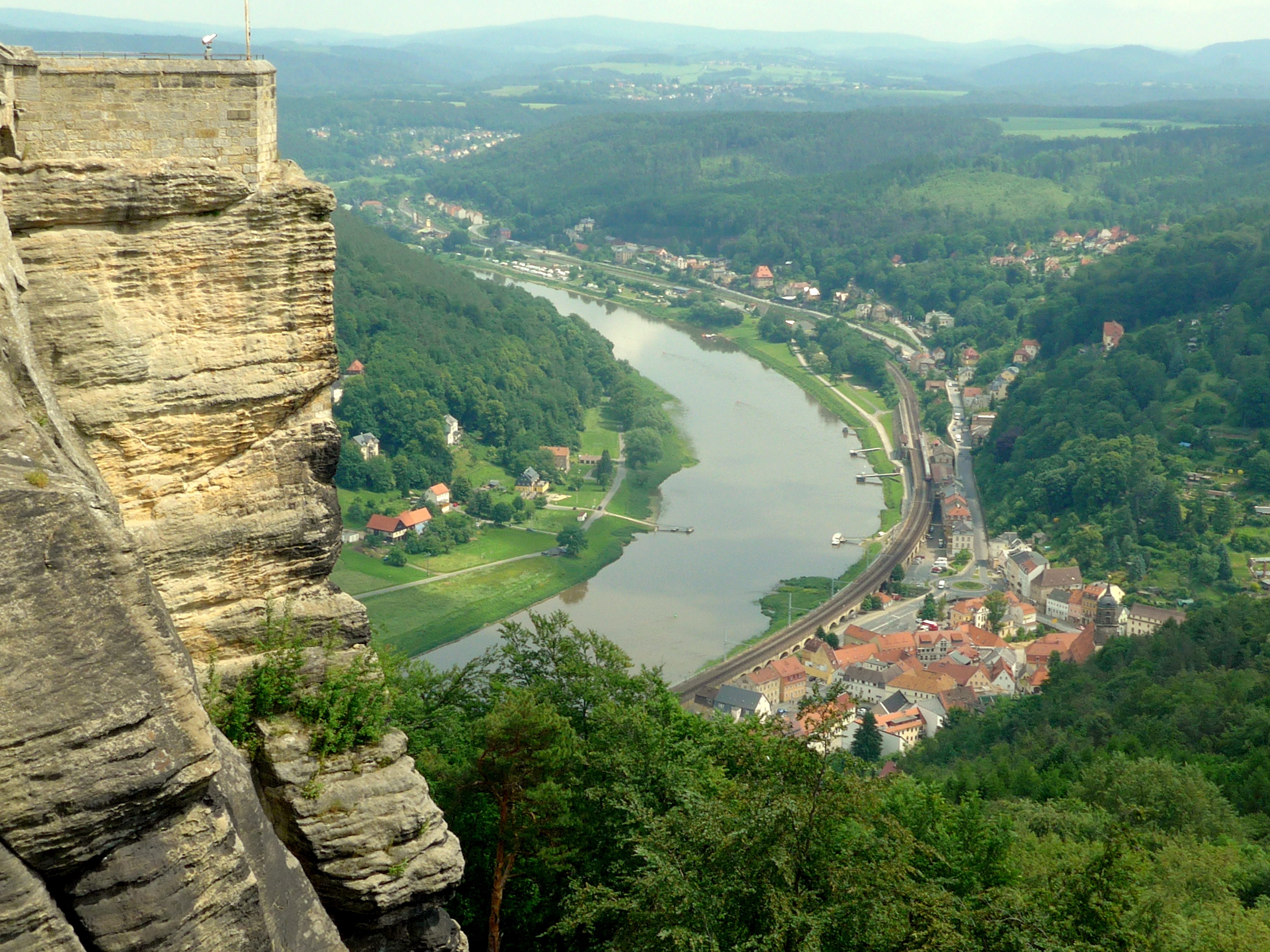
Königstein, gezien vanaf de vesting
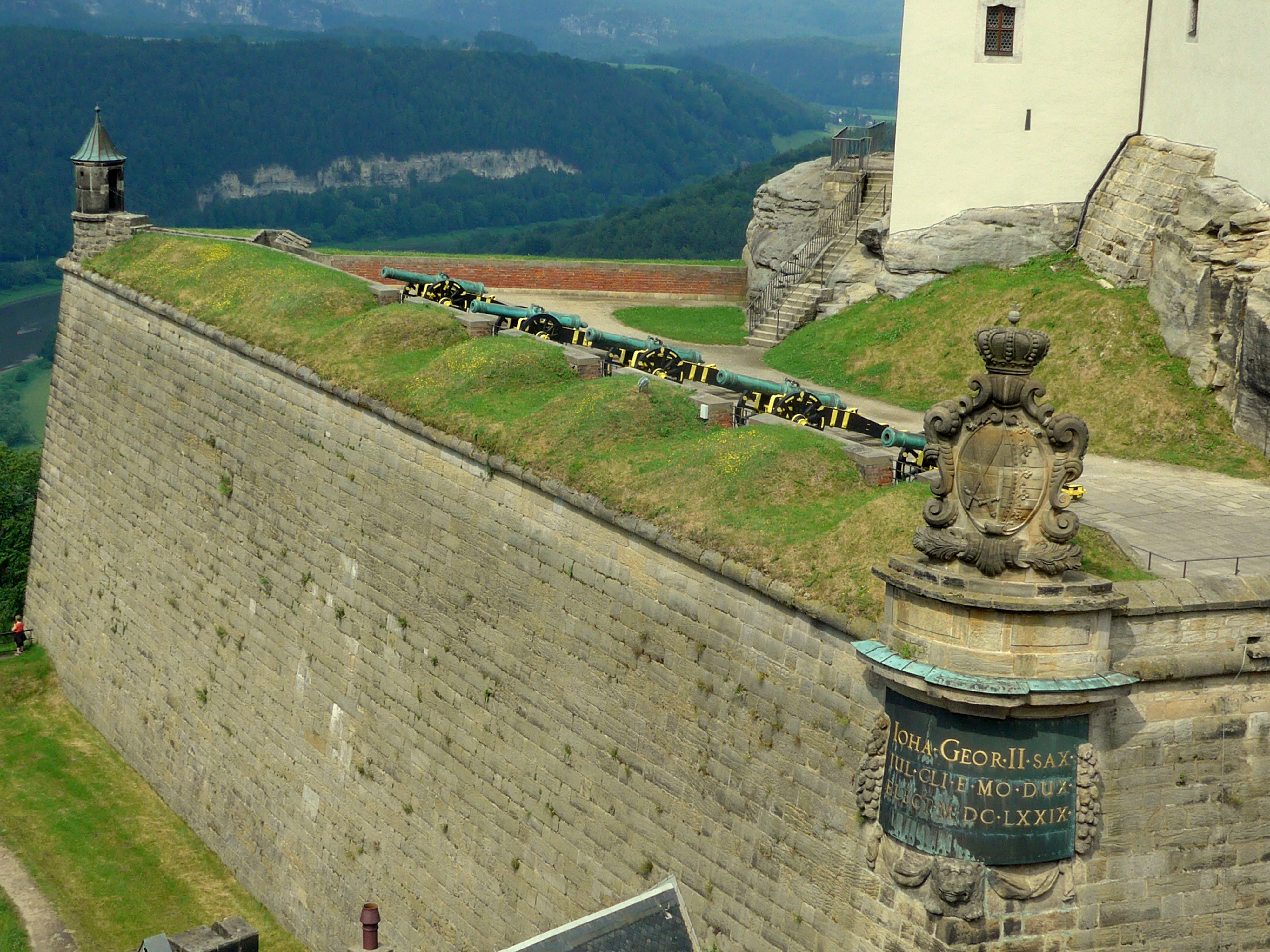
De vesting met kanonnen
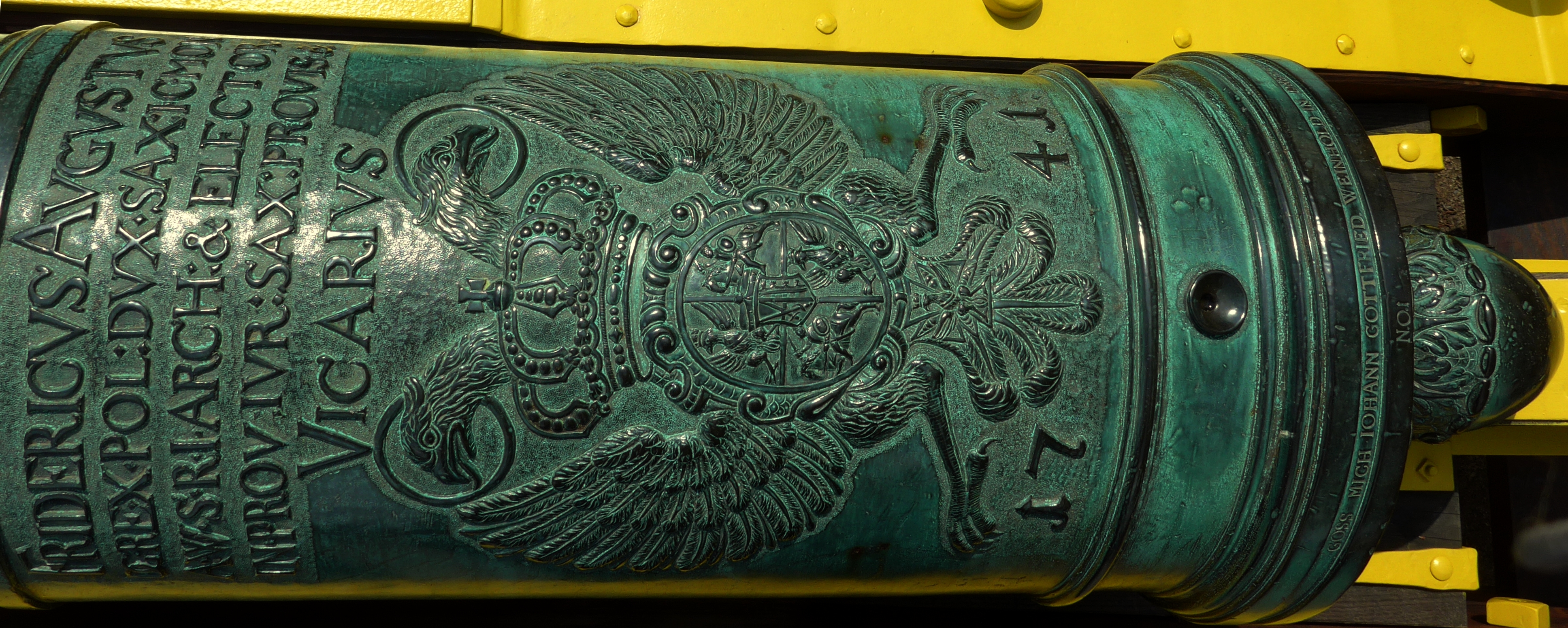
Een bronzen kanon

Altenberg ·
Bad Gottleuba-Berggießhübel ·
Bad Schandau ·
Bahretal ·
Bannewitz ·
Dippoldiswalde ·
Dohma ·
Dohna ·
Dorfhain ·
Dürrröhrsdorf-Dittersbach ·
Freital ·
Glashütte ·
Gohrisch ·
Hartmannsdorf-Reichenau ·
Heidenau ·
Hermsdorf/Erzgeb. ·
Hohnstein ·
Klingenberg ·
Königstein ·
Kreischa ·
Liebstadt ·
Lohmen ·
Müglitztal ·
Neustadt in Sachsen ·
Pirna ·
Porschdorf ·
Rabenau ·
Rathen ·
Rathmannsdorf ·
Reinhardtsdorf-Schöna ·
Rosenthal-Bielatal ·
Sebnitz ·
Stadt Wehlen ·
Stolpen ·
Struppen ·
Tharandt ·
Wilsdruff